# Achloa echinaticeps
Achloa echinaticeps är en skalbaggsart som beskrevs av Louis Albert Péringuey 1904. Achloa echinaticeps ingår i släktet Achloa och familjen Melolonthidae. Inga underarter finns listade i Catalogue of Life.